# Very Ape
«Very Ape» (с англ. — «Настоящая обезьяна») — песня американской гранж-группы Nirvana, впервые выпущенная на третьем и последнем студийном альбоме коллектива «In Utero» под 7-м номером 13 сентября 1993 года. Также песня была в дальнейшем выпущена уже после смерти Курта Кобейна в 1994 году на бокс-сете «With the Lights Out» в виде акустической демозаписи и в рамках видео-альбома Live and Loud 23 сентября 2013 года. Впервые песня была исполнена 23 июля 1993 года в Нью-Йорке, что делает её самой поздней исполненной песней альбома.

## Музыка и лирика
«Very Ape» представляет собой альтернативную рок-песню с ритмом 1/8 и умеренно быстрым темпом для рока — 156 ударов в минуту. Вся композиция длится 1 минуту 55 секунд и играется с эффектом дисторшна на электрогитаре. Базируется на последовательности квинтаккордов F#5 — G#5 — F#5 — A5 и F# — E5 под довольно спокойный вокал Кобейна в куплетах и на последовательности F#5 — F5 — F#5 — G#5 — H5 — D5 — F5 под более мощный вокал и более перегруженную электрогитару.
Интересный факт: основный рифф песни был заимствован у аргентинской группы Los Brujos «Kanishka!», о чём Дэйв Грол, барабанщик Nirvana, сам заявлял на интервью.
Лирически песня подвергает критике образ типичного «Мачо», как и в песне «Territorial Pissings».

## Сэмплирование
Фрагмент вступления «Very Ape» использован The Prodigy в треке «Voodoo People» 